# スジアカハシリグモ
スジアカハシリグモ（学名：Dolomedes silvicola）は、キシダグモ科のクモの1種。背面に両側を白で囲まれた縦筋が走り、その色が赤みを帯びる。山間部の草の上で獲物を狙う。

## 特徴
体長は雌で13-15mm、雄で10mm程度のクモ。背甲は黄褐色で、その正中線に幅広い赤褐色の縦帯模様があり、また背甲の縁も赤褐色となっている。胸部腹面の胸板は黄色で、縁からやや内側に環状の黄色い斑紋がある。腹部背面は灰褐色の地色で、その中央に幅広い赤褐色の縦帯模様があり、その縁取りに白い幅狭い帯が出る。この中央の縦帯は、腹部中央より後方で小さな波形を作る。

## 生態など
里山や山地の森林に生息しており、林道沿いや渓流沿いなどの樹木や草の上に静止して獲物を待つ。幼生も同様の状態で見られるが、その周囲に糸を引いて網を張っている場合がある。幼生の網は住居となる管状の部分と、その両方の口から広がる扇形の部分からなり、粘性はない。幼生の大きいものほど高い位置に網を作る傾向がある。ただし網として獲物を捕らえる機能は不明で、むしろ幼生に捕食者の接近を知らせるものであるとか、祖先の性質に基づいて行う痕跡的なものであるという声もある。
生活史として7-8月に卵嚢を出て、6-7齢までは網を張って成長し、10-14齢で成熟し、この間に2回の越冬を行うという。生涯に作る卵嚢は1-3個。
求愛行動として、雄は雌のしおり糸を伝って雌を追い、雌に会うと第1脚と第2脚を持ち上げて「ク」の字に曲げて静止し、雌の歩脚をその第1，第2脚で叩き、それから雌に乗りかかって交接する。その間、歩脚で雌に震動を与える。

## 類似種など
本種のように頭胸部から腹部まで正中線沿いに幅広い縦帯模様を持つものは同じ属に多数ある。しかしイオウイロハシリグモ D. sulfereus のスジボケ型やスジボソハシリグモ D. angustivirgatus のそれは本種に較べるとずっと幅が狭い。同様に幅広い帯状紋を持つものにスジブトハシリグモ D. saganus があり、本種にもっともよく似ている。相違点としては斑紋の上では腹部の正中線の帯紋が本種では中央よりやや後方で1ヵ所だけくびれたようになっているのに対して、この種では中央より後方がずっと波打ったようになっていることで、また本種では色彩変異として頭胸部に淡い色の放射状の斑紋が、腹部の背面後方に横向きの淡い筋模様が出るものがあるが、この種ではこのような型は見られない。もちろん生殖器の構造でも違いが見られる。また本種が森林内に見られるのに対してこの種は平地の水辺、水田や池の周囲で見られる点も異なる。
なお、本種の学名は D. saganus Boesenberg et Strand 1906, が用いられてきた。しかしTanikawa & Miyashita(2008)が日本産の本属の種について精査した結果、この種の原記載に用いられたタイプ標本(シンタイプ)と記載文、それに図の間に多くの齟齬があり、たとえば雌性生殖器の図は標本と一致するが全身図は異なり、またその特徴を説明する文に出てくる斑紋は標本に見られない、といった具合であった。他方で D. pallitarsis はタイプ標本が失われているが、その記載や図は本種のタイプ標本に一致していた。そのため、D. pallitarsis は従来はスジブトハシリグモの学名とされていたのだが、むしろ D. saganus がスジブトハシリグモであるとして、その上で本種についてはあらためて新種記載を行い、上記の学名が本種のものとなった。

## 分布
日本では北海道、本州、四国、九州と薩南諸島から知られ、国外では中国に分布がある。